# 石川県立志賀高等学校
石川県立志賀高等学校（いしかわけんりつ しかこうとうがっこう、英: Ishikawa Prefectural Shika High School）は、石川県羽咋郡志賀町高浜町にある公立の高等学校。

## 設置学科
- 普通科
  - ビジネス・福祉コース（1年次後半からビジネスコースと福祉コースの2つに分かれる）

## 沿革
- 2009年（平成21年）4月1日 - 高等学校設置に関する石川県条例第76号により石川県立志賀高等学校（普通科、総合学科）を設置[1]。
- 2010年（平成22年）11月15日 - 第2体育館耐震補強等工事完成。
- 2011年（平成23年）12月20日 - 管理教室B棟、第1体育館大規模耐震補強工事完成。
- 2012年（平成24年）12月20日 - 管理教室A棟、大規模改造・耐震補強工事完成。
- 2020年（令和2年）4月1日 - 「普通科、総合学科」を「普通科普通コース、普通科ビジネス・福祉コース」に学科改編。
- 2024年（令和6年）1月1日 - 能登半島地震が発生。三学期の始業式が延期される[2]。

## 部活動
- 運動部 - 陸上競技、野球、サッカー、バスケットボール（男）、ソフトテニス、卓球、レスリング、射撃
- 文化部 - 華道、茶道、美術、商業、ボランティア、SSC（志賀スポーツ＆カルチャー）

## 校訓・教育目標

### 校訓
自律・創造・挑戦（自ら行動を律し、モノやアイデアを創り、成長のために果敢に行動する）

### 教育目標
- 自己の言動に責任を持ち、自主性を培い、知性と教養を身につけた、心身共に健全でたくましい人間を育成する。
- 一人一人の個性を伸ばし、自他の人格を尊重する情操豊かな人間を育成する。
- 地域を愛し、地域を学び、地域を創造する人材を育成するとともに、世界に対する広い視野を持った有為な社会の形成者を育成する。

## 校歌
作詞：村田さち子、作曲：池辺晋一郎

## 所在地
〒925-0141 石川県羽咋郡志賀町高浜町ノの170番地

## アクセス
- JR七尾線羽咋駅 → 北鉄能登バス（富来線）約30分 →「高浜」停留所 徒歩約5分
- JR七尾線羽咋駅 車で約20分